# Acanthurus thompsoni
Acanthurus thompsoni és una espècie de peix pertanyent a la família dels acantúrids.

## Descripció
- Pot arribar a fer 27 cm de llargària màxima.
- 9 espines i 23-26 radis tous a l'aleta dorsal i 3 espines i 23-26 radis tous a l'anal.
- El cos és de color marró o marró fosc. L'aleta caudal és pàl·lida (blanca com la neu en els exemplars vius).[2]

## Alimentació
Menja zooplàncton, ous de peixos i crustacis.

## Hàbitat
És un peix marí i d'aigua salabrosa, associat als esculls i de clima tropical (24 °C-27 °C; 23°N-29°S, 32°E-147°W) que viu entre 4 i 119 m de fondària (normalment, entre 5 i 70).

## Distribució geogràfica
Es troba des de l'Àfrica oriental (incloent-hi les Illes Mascarenyes) fins a les illes Hawaii, les illes Marqueses, el sud del Japó i l'illa Rapa.

## Costums
És bentopelàgic en fons coral·lins i sorrencs.

## Observacions
És inofensiu per als humans.